# Juan López Arguto
Juan López Agurto de la Mata (1572, La Laguna, Tenerife (Islas Canarias, España) - 1637, Caracas, Venezuela) fue un obispo español del siglo XVII, importante por sus contribuciones en América. Fue Magistral de Puebla, Obispo de Puerto Rico (1631-1634) y de Venezuela (1634-1637).

## Biografía
Juan López Agurto de la Mata nació en 1572 en La Laguna, Tenerife (Islas Canarias, España). Tras la muerte de sus padres, cuando tenía veinte años, emigró a México. Un tío suyo, Diego López Agurto, que trabajaba en la catedral como canónigo, le ayudó en los estudios eclesiásticos. Así, realizó estudios de Teología en la Universidad de México convirtiéndose en sacerdote. Más tarde, regresó a España, donde finalmente se doctoró.
Posteriormente regresó a México y se convirtió en racionero de la catedral de Puebla de los Ángeles. Vivió allí durante veinte años, alcanzando el cargo de Magistral. Destacó como predicador y como capellán de un hospital de la ciudad. Su importancia en esa zona fue tal que fue reconocido por el rey Felipe III, quien decidió convertirlo en obispo de Puerto Rico, lugar en el que estuvo entre 1631 y 1634. Se sabe que, durante estos años, introdujo el culto de la Virgen de Candelaria en esa isla.
Más tarde, en 1634, lo nombraron obispo de Coro y de Caracas, en Venezuela. Sin embargo, cuando llegó, el rey trasladó la diócesis desde la primera de esas ciudades hasta la segunda, lo que originó una rebelión en Coro a la que tuvo que hacerle frente. Más tarde, visitó la selva del Orinoco, convirtiéndose en el primer obispo que se atrevió a integrarse en ella. Los ataques indígenas y otros problemas que tuvo en la selva lo hizo escribir varias cartas en las que pedía que se le prestara más atención a aquella zona. 
Murió en 1637 en Caracas. Un año antes de su muerte escribió su testamento en el que explicaba que, pese a los años que estuvo fuera de Canarias, siempre quiso a su tierra nativa y la añoraba. Por eso, entregó una parte de sus bienes al Real Convento de Nuestra Señora de la Candelaria y a la Parroquia de Nuestra Señora de los Remedios de La Laguna. Estos bienes se dirigieron, sobre todo a la Catedral de Caracas y al citado Convento de La Candelaria o de los Dominicos en Tenerife.